# Sven Rökæus
Sven Emanuel Rökæus, född 21 januari 1909 i Stockholm, död 4 januari 2002, var en svensk läkare.
Rökæus, som var son till mekaniker August Pettersson och Maria Larsson, blev efter studentexamen 1928 medicine kandidat 1932 och medicine licentiat i Stockholm 1937. Han innehade olika läkarförordnanden 1936–1938, var underläkare vid kirurgiska avdelningen på Västerås lasarett 1939–1942, vid obstetrisk-gynekologiska avdelningen på Karlstads lasarett 1943, vid kvinnokliniken på Sabbatsbergs sjukhus 1943–1947, vid kvinnokliniken på Södersjukhuset 1947–1949, förste underläkare vid gynekologiska avdelningen på Radiumhemmet 1949–1950, vid kvinnokliniken på Sabbatsbergs sjukhus 1950–1953, biträdande överläkare vid obstetrisk-gynekologiska avdelningen på Eskilstuna lasarett 1953–1959 och överläkare vid obstetrisk-gynekologiska avdelningen på Hudiksvalls lasarett från 1959.